# エステルゴム - アルマーシュフュジテー線
エステルゴム - アルマーシュフュジテー線（ハンガリー語: Esztergom–Almásfüzitő-vasútvonal）は、ハンガリー国鉄の鉄道線の名称である。路線番号は4。

## 運行形態
- S150系統：　エステルゴム - コマーロム
平日は、エステルゴム - ラーバトラン間に一日10往復の運行。うち5往復が1号線のコマーロムまで直通する。休日は全線で一日4往復の運行。うち1往復が1号線のコマーロムまで直通する。
過去の運行形態
2021年以前は、一日2往復の運行であった。また、うち1.5往復が5号線のセーケシュフェヘールヴァールまで乗り入れる。アルマーシュフュジテー - コマーロム間も各駅に停車していた。
2022年度は、シュッテー以東が一日あたり平日8往復、休日6往復、以西コマーロムまで平日3往復、休日4往復の運行であった。
2023年度に、ラーバトラン以東が一日あたり平日9往復、休日4往復、以西が平日5往復、休日4往復の運行となった。コマーロムへの直通は平日5往復、休日1往復となった。6月より、ラーバトラン以東の平日の本数が一日10往復に増発された。

## 駅一覧
以下では、ハンガリー国鉄4号線の駅と営業キロ、停車列車、接続路線などを一覧表で示す。なお、全て各駅停車である。
| 路線名 | 駅名                                        | 駅間営業キロ | 累計営業キロ         | 累計営業キロ         | 接続路線                                               | 所在地                     | 所在地         |
| ------ | ------------------------------------------- | ------------ | -------------------- | -------------------- | ------------------------------------------------------ | -------------------------- | -------------- |
| 4      | エステルゴム駅                              | -            | エステルゴムから 0.0 |                      |                                                        | コマーロム・エステルゴム県 | エステルゴム郡 |
| 4      | エステルゴム・ケルトヴァーロシュ駅          | 4.5          | 4.5                  |                      | 2号線（ブダペスト方面）                                | コマーロム・エステルゴム県 | エステルゴム郡 |
| 4      | トコド駅                                    | 3.4          | 7.9                  | トコド分岐点から 3.0 |                                                        | コマーロム・エステルゴム県 | エステルゴム郡 |
| 4      | タート駅                                    | 2.5          | 10.4                 | 5.5                  |                                                        | コマーロム・エステルゴム県 | エステルゴム郡 |
| 4      | ニェルゲシューイファル駅                    | 6.7          | 17.1                 | 12.2                 |                                                        | コマーロム・エステルゴム県 | エステルゴム郡 |
| 4      | ニェルゲシューイファル上駅                  | 1.7          | 18.8                 | 13.9                 |                                                        | コマーロム・エステルゴム県 | エステルゴム郡 |
| 4      | エテルニトジャール駅                        | 1.0          | 19.8                 | 14.9                 |                                                        | コマーロム・エステルゴム県 | エステルゴム郡 |
| 4      | ラーバトラン駅                              | 1.3          | 21.1                 | 16.2                 |                                                        | コマーロム・エステルゴム県 | エステルゴム郡 |
| 4      | ピスケ駅                                    | 3.0          | 24.1                 | 19.2                 |                                                        | コマーロム・エステルゴム県 | エステルゴム郡 |
| 4      | スュッテー駅                                | 1.8          | 25.9                 | 21.0                 |                                                        | コマーロム・エステルゴム県 | エステルゴム郡 |
| 4      | スュッテー上駅                              | 1.7          | 27.6                 | 22.7                 |                                                        | コマーロム・エステルゴム県 | エステルゴム郡 |
| 4      | ヴァールヘジャルヤ駅                        | 5.6          | 33.2                 | 28.3                 |                                                        | コマーロム・エステルゴム県 | タタ郡         |
| 4      | ネスメーイ駅                                | 1.8          | 35.0                 | 30.1                 |                                                        | コマーロム・エステルゴム県 | タタ郡         |
| 4      | ドゥナールマーシュ駅                        | 1.6          | 36.6                 | 31.7                 |                                                        | コマーロム・エステルゴム県 | タタ郡         |
| 4      | アルマーシュフュジテー駅                    | 5.0          | 41.6                 | 36.7                 | 1号線（ブダペスト方面）                                | コマーロム・エステルゴム県 | タタ郡         |
| 1      | アルマーシュフュジテー上駅（全列車通過 *1） |              |                      | (40.0)               |                                                        | コマーロム・エステルゴム県 | コマーロム郡   |
| 1      | セーニ駅（全列車通過 *1）                   |              |                      | (43.1)               |                                                        | コマーロム・エステルゴム県 | コマーロム郡   |
| 1      | コマーロム駅                                | 11.3         | 52.9                 | 48.0                 | 1号線（ジェール方面）、5号線（フェヘールヴァール方面） | コマーロム・エステルゴム県 | コマーロム郡   |

(*1)：1号線の列車が停車する。

## その他
両端のエステルゴム、コマーロムとも、ドナウ川沿いの町であり、スロバキアとの国境に近い。ドナウ川の対岸には、スロバキア国鉄のシトゥーロヴォ駅とコマールノ駅がある。シトゥーロヴォ - コマールノ間ではスロバキア国鉄の130号線、135号線が利用可能で、こちらの方がハンガリー国鉄より圧倒的に本数が多く（2時間間隔のパターンダイヤ）、所要時間も短い。